# XIV Cos d'Exèrcit Guerriller
El XIV Cos d'Exèrcit Guerriller fou un cos d'exèrcit de la Segona República Espanyola que lluità en la guerra civil espanyola.

## Orígens del Cos
l'Exèrcit Popular de la República va formar el Cos de Guerrillers el maig de 1937 i va tenir la seva primera caserna a Benimàmet i al segona a Alcalá de Henares (Madrid). Posteriorment es van crear altres bases, entre elles el casino de Valldoreix.

## Composició
El cos estava compost a la fi de 1937 per tres divisions: la 48a, la 49a i la 50a. Cada divisió disposava de diverses brigades de 140 a 150 guerrillers, comandats per un capità. Els grups de sabotatge es componien de grups de 5 a 6 membres i un sergent. A principis de 1939 el cos comptava amb sis divisions de quatre brigades de 150 homes.

## Comandament
El cap d'aquest cos era el coronel Domingo Hungría.